# 川口村 (東京都)
川口村（かわぐちむら）は東京都の南西部、南多摩郡に属していた村。

## 地理
- 河川：浅川、北浅川、山入川、川口川

## 歴史
- 1889年（明治22年）4月1日 町村制施行により、神奈川県南多摩郡下川口村、上川口村、犬目村、楢原村、山入村が合併し川口村が成立する。
- 1893年（明治26年）4月1日 南多摩郡が北多摩郡、西多摩郡とともに東京府へ編入する。
- 1943年（昭和18年）7月1日 東京都制施行。
- 1955年（昭和30年）4月1日 横山村、元八王子村、恩方村、加住村、由井村とともに八王子市へ編入する。